# Aname mainae
Aname mainae är en spindelart som beskrevs av Raven 2000. Aname mainae ingår i släktet Aname och familjen Nemesiidae.
Artens utbredningsområde är Sydaustralien. Inga underarter finns listade i Catalogue of Life.

## Bildgalleri

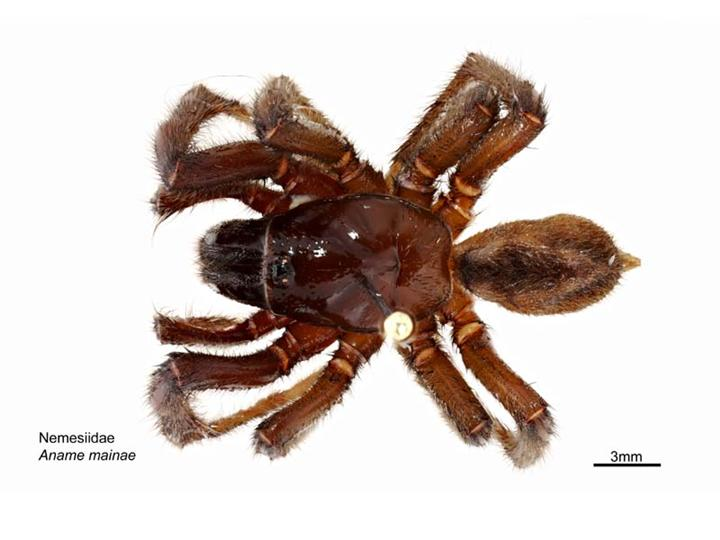